# Eddie, m'n zoon
Eddie, m'n zoon is een hoorspel van Konrad Hansen. Ein Sohn nach Art des Hauses werd op  3 januari 1968 door de Westdeutscher Rundfunk uitgezonden. Anne Ivitch vertaalde en bewerkte het en de VARA zond het uit op 27 april 1968, van 20.45 uur tot 22.00 uur (met een herhaling op 21 juni 1969). De regisseur was Jan C. Hubert.

## Rolbezetting
- Wiesje Bouwmeester (Carry)
- Willy Ruys (Viktov, haar man)
- Fé Sciarone (Olga, hun zuster)
- Jan Borkus (Eddie)

## Inhoud
De nerveuze spanning die zich meester heeft gemaakt van de middelbare echtelieden in wier huis zich de handeling van dit hoorspel zal afspelen, is verklaarbaar: de laatste fase van de voorbereidingen tot de ontvangst van hun zoon is ingetreden, de ontvangst van hun zoon Eddie, die na twaalf lange jaren afwezigheid terugkeert onder het ouderlijk dak. De kaarsen kunnen aan; dat zal deze avond iets feestelijks geven. De champagne staat al in de koeler. De plannen zijn gemaakt. Na een welgemeend-hartelijke ontmoeting zal Eddie in een harmonieuze sfeer ingewijd worden in de opzet die pa en moe hebben bedacht om hem en zichzelf te vrijwaren van enige verlegenheid bij het beantwoorden van de vraag: “Waar heeft Ed toch al die tijd gezeten?” Gezeten heeft zoonlief natuurlijk niet. Hij is gewoon buitenlands geweest. Helaas, veel kan er mis gaan op een avond als deze.